# Vickers Viking
O Vickers Viking foi um monomotor biplano anfíbio desenvolvido rapidamente após a Primeira Guerra Mundial. Mais tarde as versões da aeronave ficaram conhecidas como Vickers Vulture e Vickers Vanellus. O Vickers Viking foi o primeiro avião anfíbio da história da aviação.

## Design e desenvolvimento
As pesquisas para a produção da primeira aeronave anfíbia da Vickers iniciou em dezembro de 1918 com os testes de cascos e fuselagem alternativos ocorrendo em um tanque experimental de St Albans em Hertfordshire, Inglaterra. Um protótipo, registrado G-EAOV, tinha uma cabina com cinco assentos e asas biplano, com um motor Rolls-Royce Falcon V12 refrigerado a água, equipando uma hélice em configuração de propulsão. Sir John Alcock morreu levando esta aeronave para a exposição de Paris em 18 de dezembro de 1919, enquanto tentava pousar em Côte d'Evrard, perto de Rouen, na Normandia, em meio a neblina.
O próximo exemplar, G-EASC, conhecido como Viking II, tinha uma envergadura maior e um motor Rolls-Royce Eagle VIII com 360 horses power (268 quilowatts). A máquina Viking III, pilotada pelo Capitão Stan Cockerell, ganhou o primeiro prêmio da classe de aeronaves anfíbias das competições do Ministério do Ar ocorridas entre setembro e outubro de 1920.
O Type 54 Viking IV incorporou mais refinamentos e tinha uma cabine mais larga acima de um casco de um pé mais largo, um exemplo de registro G-EBBZ em que Ross Smith e J.M. Bennett (parceiros do voo de 1919 da Inglaterra para a Austrália) morreram em 13 de abril de 1922 do lado de fora da pista de corrida de Brooklands, perto de Weybridge, em Surrey. Muitos destes Vinkings Mark IV tinham motores Napier Lion.
A versão posterior a Viking V, com dois que foram construídos para uso da Força Aérea Real no Iraque.
Um desenvolvimento adicional com uma estrutura de asa redesenhada e usando um motor Napier Lion de 450 horses power (336 quilowatts) teria sido o Viking VI (designação da Vickers de Type 78) mas ficou conhecido como Vickers Vulture I, um segundo modelo com motor Rolls-Royce Eagle IX (360 hp, 270 kW) foi o Type 95 Vulture II. Ambos os Vultures foram usados para uma tentativa fracassada de volta ao mundo em 1924 depois de o motor Eagle do Vulture II ser substituído por um motor Lion.
Com o registro G-EBHO, partindo da Base da Aérea da Força Aérea Real de Calshot em 24 de março de 1924, o outro foi enviado como uma aeronave reserva para Tóquio. Após dificuldades mecânicas nos estágios iniciais o G-EBHO caiu em Akyab, Mianmar, onde foi substituído pelo outro de registro G-EBGO em 25 de junho. Quando atingiram a Sibéria próximo ao Mar de Bering eles encontraram uma forte neblina e mais uma vez a aeronave caiu. A Vickers salvou uma grande proporção do modelo.
O Viking Mark VII ("Type 83" na numeração da Vickers) foi um desenvolvimento do Vulture, foi uma aeronave de observação para a frota, possuía cockpit aberto e três lugares, baseado na Especificação do Ministério do Ar 46/22 recebeu a denominação "Vanellus" quando levado para avaliação pela RAF contra o Supermarine Seagull.

## Histórico operacional
Os últimos anfíbios Vikings foram construídos durante 1923, mas seu nome foi reutilizado em um bimotor de linha aérea denominado VC.1 Viking cerca de 22 anos depois, que serviu como Valetta com a RAF e outras armas aéreas. Alguns Vikings foram construídos pela Canadian Vickers Limited uma subsidiária em Montreal que não tinha nenhuma experiência anterior na fabricação de aeronaves. O seu envolvimento com o Viking levou a uma futura linha de hidroaviões iniciando com o modelo Canadian Vickers Vedette.
Nenhum dos Vikings sobreviveram, contudo hoje existe uma réplica em tamanho real construída para o filme de 1977 The People That Time Forgot (Em português: O Povo que o Tempo Esqueceu) ele esta em exposição no Museu de Brooklands em Surrey.

## Operadores
- Argentina
- Canadá
- Estados Unidos
- França
- Japão
- Países Baixos
- RSFS da Rússia
- Reino Unido